# Segawa-Syndrom
Das Segawa-Syndrom (L-Dopa-sensitive oder responsive Dystonie, DRD) ist eine sehr seltene Erbkrankheit. Es handelt sich um eine generalisierte idiopathische Dystonie (Torsionsdystonie). Sie wurde erstmals 1970 vom japanischen Neurologen Masaya Segawa als eigenständiges Krankheitsbild erkannt.

## Ätiologie und Genetik
Molekulargenetisch handelt es sich um einen Defekt im GCH1-Gen (GTP-Cyclohydrolase I) auf dem langen Arm des Chromosom 14 Genlocus q22.1–q22.2. GCH-I ist das geschwindigkeitsbestimmende Enzym im Syntheseweg von Tetrahydrobiopterins (BH4). Der klassische biochemische Defekt ist also ein Mangel des Tetrahydrobiopterins. Tetrahydrobiopterin wird u. a. im Körper benötigt, um Levodopa (L-DOPA) herzustellen.
Der Vererbungsgang ist autosomal-dominant mit variabler Penetranz, oder autosomal-rezessiv. Zu ähnlichen phänotypischen Ausprägungen führen Mutationen im Tyrosinhydroxylase-Gen und im Parkin-Gen.
Die Inzidenz ist aufgrund der Seltenheit dieser Krankheit schwierig zu beurteilen. Man schätzt sie grob auf 1 Fall pro 5 Millionen Kinder. Das weibliche Geschlecht scheint leicht bevorzugt zu sein. Der Zeitpunkt der Erstmanifestation liegt gewöhnlich in der ersten Lebensdekade zwischen dem 4. und 8. Lebensjahr. Gelegentlich werden Patienten aber erst im frühen Erwachsenenalter symptomatisch, dann tritt die Krankheit häufig als fokale Dystonie auf.

## Symptomatik
Die Krankheit beginnt mit einer Gangstörung. Es kommt zu einer dystonen Flexions- und Einwärtsstellung der Füße. Zunächst sind die Beschwerden fluktuierend, jedoch kann sich im Krankheitsverlauf diese Stellungsanomalie der Beine so stark fixieren, dass dadurch ein Gehen praktisch unmöglich wird. Zusätzlich kann sich im weiteren Verlauf ein Parkinson-Syndrom entwickeln. Andere neurologische Beschwerden sind seltener.

## Diagnose
Ein wichtiges diagnostisches Kriterium ist die Anamnese. Es zeigt sich, dass die Störung nach einer Schlafphase geringer, nach körperlicher Belastung stärker ausgeprägt ist. Typischerweise nehmen die Beschwerden im Laufe des Tages zu. Manche Kinder gehen morgens unbeschwert zur Schule und können diese dann nicht mehr ohne fremde Hilfe verlassen.
Das zweite typische Merkmal ist ein gutes Ansprechen der Dystonie auf bereits geringe Dosen von Levodopa.
Werden die Patienten bereits im frühen Kindesalter symptomatisch, kann es zu Verwechslungen mit der infantilen Zerebralparese kommen (Morbus Little).

## Therapie
Die Krankheit ist nicht heilbar, kann jedoch gut behandelt werden. Es ist die einzige Dystonie, die kausal therapierbar ist. Wichtige Voraussetzung dafür ist eine gute Patientencompliance, da die Medikamente langfristig und ohne Unterbrechung eingenommen werden müssen.
Die Behandlung erfolgt mit Levodopa. Es zeigt sich eine gute Verträglichkeit dieser Substanz für die betroffenen Patienten.